# Domaine royal de Drottningholm
Le domaine royal de Drottningholm est un ensemble architectural suédois inscrit au patrimoine mondial de l'UNESCO. Il est notamment composé d'un château, d'un théâtre, d'un pavillon chinois et de jardins.